# Канкарович, Анатолий Исаакович
Анатолий Исаакович Канкарович (при рождении Абрам Ицикович Канкарович; 8 октября 1885 года, Петербург — 17 августа 1956 года, Москва) — советский дирижёр, педагог по вокалу, композитор, музыкальный критик.

## Биография
Анатолий Исаакович Канкарович родился 8 октября 1885 года в Санкт-Петербурге, в семье купца первой гильдии Исаака Моисеевича (Ицика Мовшевича) Канкаровича (1848—?), занятого в торговле аптекарскими, косметическими и москательными товарами, владельца часового магазина. Семья жила на Клинском проспекте, дом № 9—17.
Окончил Санкт-Петербургскую консерваторию имени Н. А. Римского-Корсакова. В консерватории учился у педагогов: по классу скрипки — у Леопольда Семёновича Ауэра (1906), классу дирижирования — у H. H. Черепнина, классу композиции — у И. И. Витола (1910). В 1906—1907 годах занимался по классу инструментовки у композитора Н. А. Римского-Корсакова).
Продолжил учёбу в Лейпциге (1910—1914) — совершенствовался, как дирижёр у А. Никиша; в Дрездене — у Э. Шуха, в Амстердаме — у В. Менгельберга. В 1915 году вернулся на родину, работал симфоническим и оперным дирижёром в Оперном театре Зимина в Москве, в 1918 году — в Мариинском театре в Петрограде. с 1920 года занимал должность заведующего театральным отделом газеты «Петроградская правда», был также сотрудником театрального и музыкального отделов Наркомпроса.
Анатолий Исаакович Канкарович является автором нескольких опер: «Красный маяк», балета «Пан» (по И. С. Тургеневу, 1918, Москва), «Сын Земли» (по Г. Гофмансталю, 1915, Москва).
Некоторое время преподавал в школе-студии Александрийского театра. Анатолий Канкаровичу написал несколько критических статей по искусству. Писал под псевдонимами: Crescendo, А. К.; К.; К—ч, А.; —чъ.
Анатолий Исаакович Канкарович скончался 17 августа 1956 года в Москве. Урна с прахом захоронена в колумбарии Донского кладбища.
Брат — доктор медицины Илья (Израиль) Исаакович Канкарович (1874—1942), автор научных трудов и книги «Проституция и общественный разврат: к истории нравов нашего времени» (СПб, 1907), состоял в переписке с Л. Н. Толстым. Другой брат — Лаврентий Исаакович Канкарович (1887—1942), инженер. Оба погибли в блокаду Ленинграда.

## Сочинения
- Музыкальные сочинения для солистов, хора и оркестра; хоров a cappella; песен.
- Музыка к театральным спектаклям.

#### Книги
- Культура вокального слова. М. Музгиз. 1957.
- Путеводитель по операм. Ленинград Прибой, 1926-[1927].
- Новый путь певца, Москва-Ленинград, 1931, и др.